# Ronde van Italië 1994
| Eindklassement       |                          |              |
| Algemeen klassement  | Jevgeni Berzin           | 100h 41' 21" |
| Tweede               | Marco Pantani            | + 2' 51"     |
| Derde                | Miguel Indurain          | + 3' 23"     |
| Vierde               | Pavel Tonkov             | + 11' 16"    |
| Vijfde               | Claudio Chiappucci       | + 11' 58"    |
| Zesde                | Nélson Rodríguez         | + 13' 17"    |
| Zevende              | Massimo Podenzana        | + 14' 35"    |
| Achtste              | Gianni Bugno             | + 15' 26"    |
| Negende              | Armand De Las Cuevas     | + 15' 35"    |
| Tiende               | Andy Hampsten            | + 17' 21"    |
| (Bel)                | Michel Dernies (81e)     | + 2h 55' 21" |
| (Ned)                | Erwin Nijboer (87e)      | + 3h 02' 47" |
| Rode Lantaarn        | Jürgen Werner (99e)      | + 3h 35' 05" |
| Puntenklassement     | Djamolidin Abdoesjaparov | 202 punten   |
| Tweede               | Jevgeni Berzin           | 182 punten   |
| Derde                | Gianni Bugno             | 148 punten   |
| Bergklassement       | Pascal Richard           | 78 punten    |
| Tweede               | Michele Coppolillo       | 58 punten    |
| Derde                | Marco Pantani            | 44 punten    |
| Jongerenklassement   | Jevgeni Berzin (1e)      | 100h 41' 21" |
| Tweede               | Marco Pantani (2e)       | + 2' 51"     |
| Derde                | Wladimir Belli (12e)     | + 19' 36"    |
| Intergiro klassement | Djamolidin Abdoesjaparov | 62h 00' 39"  |
| Tweede               | Jevgeni Berzin           | + 0' 44"     |
| Derde                | Fabiano Fontanelli       | + 1' 50"     |
| Ploegenklassement    | Carrera                  | 302h 25' 45" |
| Tweede               | Polti                    | + 24' 55"    |
| Derde                | Lampre-Panaria           | + 24' 56"    |

In 1994 ging de 77e Giro d'Italia op 22 mei van start in Bologna. Hij eindigde op 12 juni in Milaan. Er stonden 153 renners verdeeld over 17 ploegen aan de start. Hij werd gewonnen door Jevgeni Berzin. Hij versloeg onder andere Marco Pantani en de winnaar van 1992 en 1993 Miguel Indurain.

Aantal ritten: 22

Totale afstand: 3738.0 km

Gemiddelde snelheid: 37.124 km/h

Aantal deelnemers: 153

## Belgische en Nederlandse prestaties
In totaal namen er 3 Belgen en 2 Nederlanders deel aan de Giro van 1994.

### Belgische etappezeges
- In 1994 was er geen Belgische etappezege.

### Nederlandse etappezeges
- In 1994 was er geen Nederlandse etappezege.

## Etappe uitslagen
| Datum   | Etappe    | Parcours                                | Afstand | Eerste                         | Tweede                         | Derde                          | Klassementsleider          |
| ------- | --------- | --------------------------------------- | ------- | ------------------------------ | ------------------------------ | ------------------------------ | -------------------------- |
| 22 mei  | etappe 1a | Bologna - Bologna                       | 86 km   | Endrio Leoni (Ita)             | Giovanni Lombardi (Ita)        | Adriano Baffi (Ita)            | Endrio Leoni (Ita)         |
| 22 mei  | etappe 1b | Bologna - Bologna (tijdrit)             | 7.0 km  | Armand De Las Cuevas (Fra)     | Jevgeni Berzin (Rus)           | Miguel Indurain (Spa)          | Armand de las Cuevas (Fra) |
| 23 mei  | etappe 2  | Bologna - Osimo                         | 232 km  | Moreno Argentin (Ita)          | Andrea Ferrigato (Ita)         | Davide Rebellin (Ita)          | Moreno Argentin (Ita)      |
| 24 mei  | etappe 3  | Osimo - Loreto Aprutino                 | 185 km  | Gianni Bugno (Ita)             | Stefano Zanini (Ita)           | Davide Rebellin (Ita)          | Moreno Argentin (Ita)      |
| 25 mei  | etappe 4  | Montesilvano Marina - Campitello Matese | 204 km  | Jevgeni Berzin (Rus)           | Oscar Pellicioli (Ita)         | Wladimir Belli (Ita)           | Jevgeni Berzin (Rus)       |
| 26 mei  | etappe 5  | Campobasso - Melfi                      | 158 km  | Endrio Leoni (Ita)             | Fabio Baldato (Ita)            | Giovanni Lombardi (Ita)        | Jevgeni Berzin (Rus)       |
| 27 mei  | etappe 6  | Potenza - Caserta                       | 215 km  | Marco Saligari (Ita)           | Massimo Ghirotto (Ita)         | Heinz Imboden (Zwi)            | Jevgeni Berzin (Rus)       |
| 28 mei  | etappe 7  | Fiuggi - Fiuggi                         | 119 km  | Laudelino Cubino (Spa)         | Michele Coppolillo (Ita)       | Fabian Jeker (Zwi)             | Jevgeni Berzin (Rus)       |
| 29 mei  | etappe 8  | Grosseto - Follonica (tijdrit)          | 44 km   | Jevgeni Berzin (Rus)           | Armand de las Cuevas (Fra)     | Gianni Bugno (Ita)             | Jevgeni Berzin (Rus)       |
| 30 mei  | etappe 9  | Castiglione della Pescaia - Pontedera   | 153 km  | Ján Svorada (Slw)              | Endrio Leoni (Ita)             | Giovanni Fidanza (Ita)         | Jevgeni Berzin (Rus)       |
| 31 mei  | etappe 10 | Marostica - Marostica                   | 115 km  | Djamolidin Abdoesjaparov (Oez) | Giovanni Lombardi (Ita)        | Fabio Baldato (Ita)            | Jevgeni Berzin (Rus)       |
| 1 juni  | etappe 11 | Marostica - Bibione                     | 165 km  | Ján Svorada (Slw)              | Djamolidin Abdoesjaparov (Oez) | Uwe Raab (Dui)                 | Jevgeni Berzin (Rus)       |
| 2 juni  | etappe 12 | Bibione - Kranj                         | 204 km  | Andrea Ferrigato (Ita)         | Fabio Baldato (Ita)            | Djamolidin Abdoesjaparov (Oez) | Jevgeni Berzin (Rus)       |
| 3 juni  | etappe 13 | Kranj - Lienz                           | 234 km  | Michele Bartoli (Ita)          | Fabiano Fontanelli (Ita)       | Flavio Vanzella (Ita)          | Jevgeni Berzin (Rus)       |
| 4 juni  | etappe 14 | Lienz - Meran/Merano                    | 235 km  | Marco Pantani (Ita)            | Gianni Bugno (Ita)             | Claudio Chiappucci (Ita)       | Jevgeni Berzin (Rus)       |
| 5 juni  | etappe 15 | Meran/Merano - Aprica                   | 195 km  | Marco Pantani (Ita)            | Claudio Chiappucci (Ita)       | Wladimir Belli (Ita)           | Jevgeni Berzin (Rus)       |
| 6 juni  | etappe 16 | Sondrio - Stradella                     | 220 km  | Maximilian Sciandri (Ita)      | Fabiano Fontanelli (Ita)       | Enrico Zaina (Ita)             | Jevgeni Berzin (Rus)       |
| 7 juni  | etappe 17 | Santa Maria della Versa - Lavagna       | 200 km  | Ján Svorada (Slw)              | Giovanni Lombardi (Ita)        | Djamolidin Abdoesjaparov (Oez) | Jevgeni Berzin (Rus)       |
| 8 juni  | etappe 18 | Chianale - Passo del Bocco (tijdrit)    | 35 km   | Jevgeni Berzin (Rus)           | Miguel Indurain (Spa)          | Marco Pantani (Ita)            | Jevgeni Berzin (Rus)       |
| 9 juni  | etappe 19 | Lavagna - Bra                           | 212 km  | Massimo Ghirotto (Ita)         | Rolf Sørensen (Den)            | Massimo Podenzana (Ita)        | Jevgeni Berzin (Rus)       |
| 10 juni | etappe 20 | Cuneo - Les Deux Alpes                  | 201 km  | Vladimir Poelnikov (Oek)       | Nélson Rodríguez (Col)         | Roberto Conti (Ita)            | Jevgeni Berzin (Rus)       |
| 11 juni | etappe 21 | Les Deux Alpes - Sestriere              | 121 km  | Pascal Richard (Zwi)           | Gérard Rué (Fra)               | Michele Coppolillo (Ita)       | Jevgeni Berzin (Rus)       |
| 12 juni | etappe 22 | Turijn - Milaan                         | 198 km  | Stefano Zanini (Ita)           | Djamolidin Abdoesjaparov (Oez) | Roberto Pagnin (Ita)           | Jevgeni Berzin (Rus)       |

 winnaars · 
roze trui · 
  puntenklassement · 
  bergklassement · 
 jongerenklassement · 
 intergiro · 
 ploegenklassement · 
 strijdlust · 
 zwarte trui
Giro d'Italia Next Gen · Giro Donne · Cima Coppi
 Belgische rozetruidragers · etappewinnaars
 Nederlandse rozetruidragers · etappewinnaars
Mannen:
1909 · 
1910 · 
1911 · 
1912 · 
1913 · 
1914 · 
1919 · 
1920 · 
1921 · 
1922 · 
1923 · 
1924 · 
1925 · 
1926 · 
1927 · 
1928 · 
1929 · 
1930 · 
1931 · 
1932 · 
1933 · 
1934 · 
1935 · 
1936 · 
1937 · 
1938 · 
1939 · 
1940 · 
1946 · 
1947 · 
1948 · 
1949 · 
1950 · 
1951 · 
1952 · 
1953 · 
1954 · 
1955 · 
1956 · 
1957 · 
1958 · 
1959 · 
1960 · 
1961 · 
1962 · 
1963 · 
1964 · 
1965 · 
1966 · 
1967 · 
1968 · 
1969 · 
1970 · 
1971 · 
1972 · 
1973 · 
1974 · 
1975 · 
1976 · 
1977 · 
1978 · 
1979 · 
1980 · 
1981 · 
1982 · 
1983 · 
1984 · 
1985 · 
1986 · 
1987 · 
1988 · 
1989 · 
1990 · 
1991 · 
1992 · 
1993 · 
1994 · 
1995 · 
1996 · 
1997 · 
1998 · 
1999 · 
2000 · 
2001 · 
2002 · 
2003 · 
2004 · 
2005 · 
2006 · 
2007 · 
2008 · 
2009 · 
2010 · 
2011 · 
2012 · 
2013 · 
2014 · 
2015 · 
2016 · 
2017 · 
2018 · 
2019 · 
2020 · 
2021 · 
2022 · 
2023 · 
2024 · 
2025
Vrouwen:
1988 · 
1989 · 
1990 · 
1991 ·
1992 ·
1993 · 
1994 · 
1995 · 
1996 · 
1997 · 
1998 · 
1999 · 
2000 · 
2001 · 
2002 · 
2003 · 
2004 · 
2005 · 
2006 · 
2007 · 
2008 · 
2009 · 
2010 · 
2011 · 
2012 ·
2013 · 
2014 ·
2015 ·
2016 ·
2017 ·
2018 ·
2019 ·
2020 ·
2021 ·
2022 ·
2023 ·
2024 ·
2025